# Phản xạ

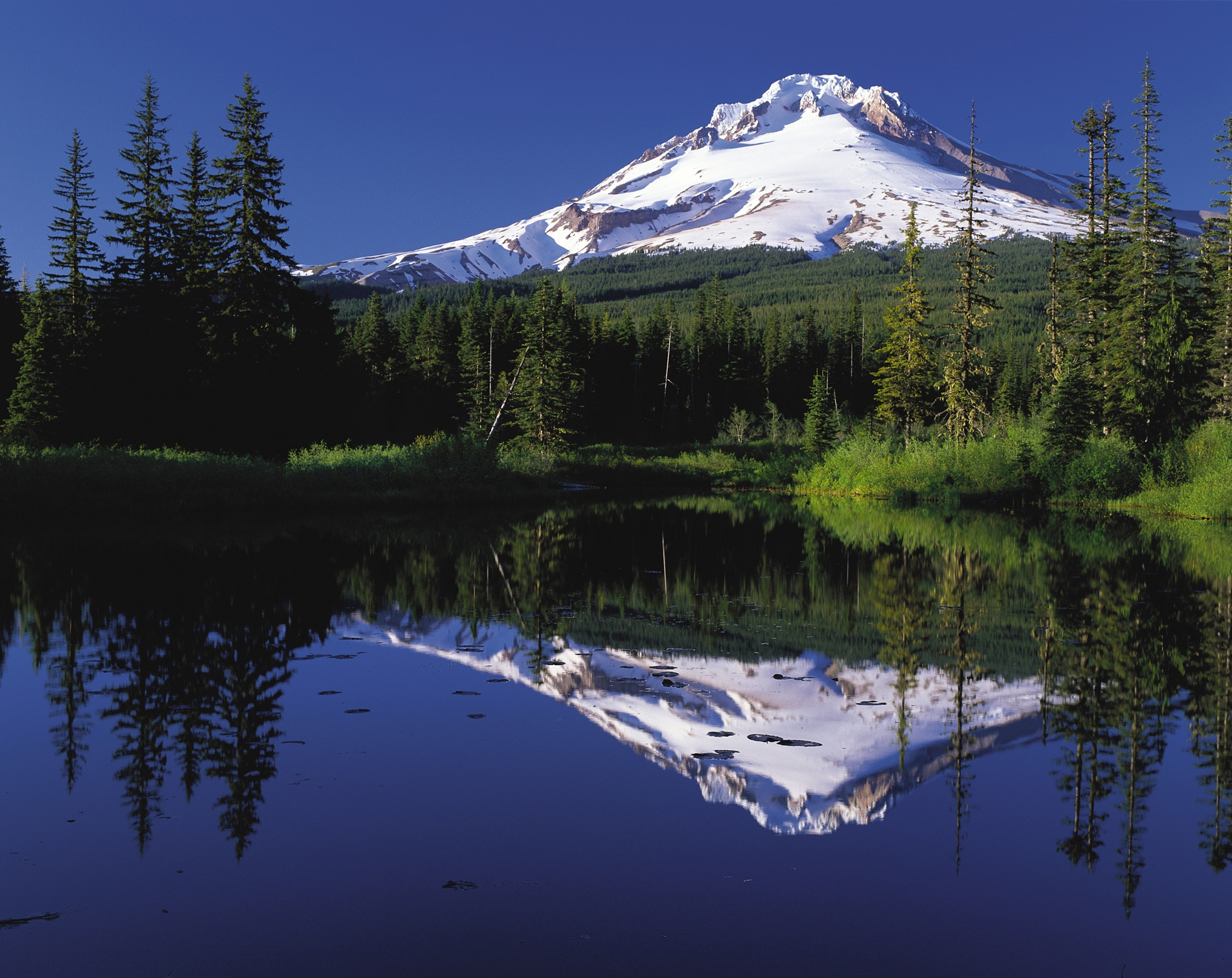
Hình ảnh của ngọn núi được phản chiếu trên mặt nước.

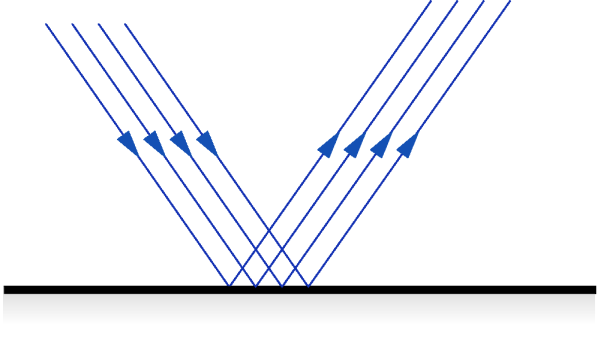
Phản xạ định hướng

Phản xạ khuếch tán

Trong chuyển động sóng, phản xạ là hiện tượng sóng khi lan truyền tới bề mặt tiếp xúc của hai môi trường bị đổi hướng lan truyền và quay trở lại môi trường mà nó đã tới. Các ví dụ về phản xạ đã được quan sát với các sóng như ánh sáng, âm thanh hay sóng nước.
Sự phản xạ của ánh sáng có thể là phản xạ định hướng (như phản xạ trên gương) hay phản xạ khuếch tán (như phản xạ trên tờ giấy trắng) tuỳ thuộc vào bề mặt tiếp xúc. Tính chất của bề mặt cũng ảnh hưởng đến sự thay đổi biên độ, pha hay trạng thái phân cực của sóng.

## Phản xạ định hướng

θ_{i} = θ_{r}.
Góc tới bằng góc phản xạ.

Trong nhiều quá trình vật lý, sóng phẳng lan truyền theo hướng PO đi tới bề mặt phản xạ (gương) thẳng đứng tại điểm O, và bị phản xạ theo hướng OQ. Dựng tia vuông góc với mặt phẳng gương tại O, có thể đo góc tới, θi và góc phản xạ, θr. Công thức cho sự phản xạ định hướng nói rằng:
θi = θr
tức là góc tới bằng góc phản xạ.

Vật thể phát ra sóng sẽ có ảnh ảo qua bề mặt phản xạ phẳng đối xứng với nó

Nếu mặt phân cách là mặt phẳng (gương phẳng), vật thể phát ra sóng sẽ có ảnh ảo qua bề mặt phản xạ phẳng đối xứng với nó. Các bề mặt phản xạ cong cũng cho các ảnh của vật thể, như trong gương cầu lồi và gương cầu lõm.
Một ví dụ dễ quan sát của phản xạ định hướng là ánh sáng phản xạ khi gặp gương.

### Sóng điện từ

#### Điện môi – điện môi
Sóng điện từ phẳng lan truyền đến mặt phân cách của hai môi trường có tính chất của chất điện môi và chất thuận/nghịch từ sẽ có một thành phần lan truyền trở lại, với góc phản xạ bằng góc tới, và trạng thái phân cực thay đổi, nhưng pha không đổi.
Có hai trường hợp cơ bản: sóng phân cực phẳng có cường độ điện trường nằm trong mặt phẳng tới và sóng phân cực phẳng có cường độ từ trường nằm trong mặt phẳng tới. Các trường hợp tổng quát hơn đều là chồng chập của hai trường hợp cơ bản nêu trên. Áp dụng các phương trình Maxwell để thu được các điều kiện biên trên mặt phân cách điện môi - điện môi, chúng ta thu được công thức liên hệ điện trường phản xạ với điện trường tới, cho hai trường hợp.
Với trường hợp thứ nhất 
Ở đây, Ei và Er là cường độ điện trường tới và phản xạ; μ1 và μ2 là hằng số từ môi của môi trường thứ nhất (nơi có sóng tới) và môi trường thứ 2; n1 và n2 là chiết suất của môi trường thứ nhất và môi trường thứ 2; i1 là góc tới và cũng là góc phản xạ.
Với trường hợp thứ hai :

Trường hợp cường độ điện trường nằm trong mặt phẳng tới.

Trường hợp cường độ từ trường nằm trong mặt phẳng tới.

Phương trình (1) và (2) cho thấy với góc tới thỏa mãn:
i = arctan(n2/n1)
thì thành phần điện trường song song với mặt phẳng tới bị triệt tiêu hoàn toàn, và sóng phản xạ bị phân cực phẳng theo phương vuông góc với mặt phẳng tới. Góc này được gọi là góc Brewster.
Khi góc tới i = 0, xét trường hợp μ1 = μ2 (với nhiều vật liệu, chúng ta có thể xấp xỉ tốt μ1 = μ2 = 1), cả (1) và (2) rút gọn thành:
{\displaystyle }
và vì năng lượng của sóng điện từ phẳng tỷ lệ với bình phương cường độ điện trường, tỷ lệ năng lượng phản xạ (tức hệ số phản xạ) là:

#### Điện môi – dẫn điện
Trong môi trường dẫn điện lý tưởng, các điện tích tự do luôn phản ứng lại sự có mặt của điện từ trường bên ngoài sao cho điện trường và từ trường luôn bằng 0 ở trong lòng. Tại ngay sát bề mặt vật dẫn điện, điện từ trường thỏa mãn điều kiện biên:
- Điện trường vuông góc với bề mặt.
- Từ trường song song với bề mặt.

Điều này cho thấy sóng điện từ khi đi từ môi trường điện môi gặp phải mặt phân cách của môi trường này với môi trường dẫn điện tốt sẽ bị phản xạ lại, với góc phản xạ bằng góc tới, cường độ và tần số không đổi (tức là hệ số phản xạ là 100%) và pha đảo ngược (lệch pha 180°); để đảm bảo sóng phản xạ giao thoa với sóng tới luôn tạo ra điện từ trường tổng cộng bằng 0 tại mặt phân cách.

## Phản xạ khuếch tán
Phản xạ khuếch tán (hay tán xạ) xảy ra khi sóng đi tới bề mặt tiếp giáp giữa hai môi trường không phẳng nhẵn và sóng phản xạ đi theo nhiều phương khác nhau.
Phản xạ khuếch tán thường thấy khi ta chiếu một tia sáng vào tờ giấy trắng, trên tờ giấy xuất hiện một vệt sáng. Khí đó ánh sáng bị hắt lại theo mọi hướng.
Phản xạ khuếch tán giúp chúng ta nhìn thấy được mọi vật chung quanh.

## Điều kiện phản xạ
- Phản xạ có điều kiện
- Phản xạ không điều kiện